# شه‌مار
شه‌مار (نام علمی: Lampropeltis) نام یک سرده از تیره قمچه‌ماران است.